# Mohiniyattam
El mohiniyattam (en malayalam, മോഹിനിയാട്ടം), que también se puede escribir mohiniaattam o mohiniattom, es una danza tradicional del sur de la India, concretamente de Keralá.

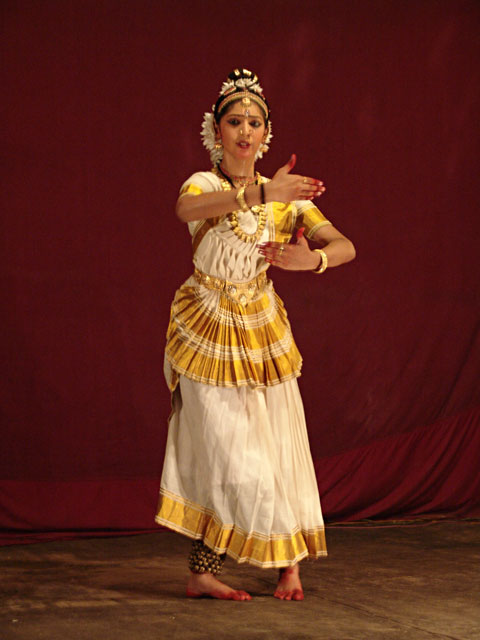
Bailarina de mohini yatam.

Se trata de una danza muy elegante que sólo puede ser escenificada por mujeres. El término mohiniyattam proviene de las palabras mohini, que significa ‘mujer que hechiza [a los espectadores]’, y attam, palabra que designa movimientos corporales sensuales y elegantes; se puede traducir entonces como ‘danza de la mujer encantadora’.
En algunas historias se habla de Visnú disfrazado de Mojiní; en una se explica que apareció disfrazado de Mohini para alejar los asuras (demonios) del amrita (el néctar de la inmortalidad). Otras cuentan que adaptó la forma de Mohiní para salvar al dios Shivá del demonio Bhasmāsura. Éste había recibido la bendición del dios de poder convertir en cenizas a cualquiera simplemente poniendo la mano sobre su cabeza. Intenó hacerlo con el propio dios y Vishnú apareció como Mohiní, lo enamoró y le hizo bailar como ella. En un momento ella puso su mano sobre la cabeza y el la imitó y murió.
Es posible que el nombre mohiniyaattam se estableciera a partir de aquí.
El tema principal de la danza es el amor y la devoción hacia Dios y normalmente Vishnú o Krishná son los héroes. Se acostumbra a escenificar en los templos y tiene elementos de koothu y kottiyattom. Es un drama en danza y en verso.
La danza mohiniyattam se caracteriza por sus sutiles movimientos: las caderas y el torso se mueven con mucha suavidad, sugiriendo el movimiento de las hojas de los árboles y el sonido del agua de los ríos que hay en Kerala, su tierra de origen. Además, los ojos se utilizan de una manera sensual con el propósito de hechizar la mente sin atraer los sentidos. Hay aproximadamente 40 movimientos básicos diferentes, denominados atavukal.
Esta danza, que conserva algunos elementos de dos formas tradicionales de baile del sur del India, el bharatanatyam y el kathakali, fue inventada en la corte del rey Swati Tirunal por Vadivelu, un componente del Cuarteto Thanjavur.
El vestido típico de esta danza es un sari de color blanco con bordados dorados denominado kasavu. Este baile se basa en el texto clásico de Hastha Lakshanadeepika, en el cual figura la descripción de las mudras (expresiones gestuales con la palma de la mano y los dedos).
En la música del mohiniyattam hay unas variaciones en la estructura rítmica que se denominan chollu. La letra de las canciones es en manipravala, una mezcla de sánscrito y malayalam.